# ローマとアウグストゥス神殿

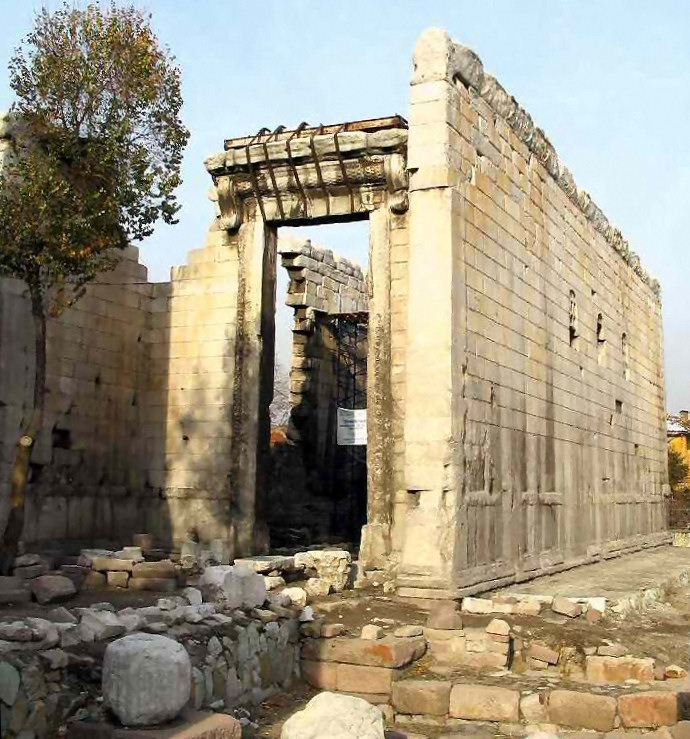
ローマとアウグストゥス神殿

ローマとアウグストゥス神殿はアンカラのアルティンダグ地区にある古代ローマ時代の神殿。西暦25〜20年頃に建てられたと考えられている。市内で最も重要な古代ローマの遺跡の一つであるほか、「アンキューラ記念碑」でも有名である。これは初代ローマ皇帝アウグストゥスの生涯にわたる功績を記した『神君アウグストゥスの業績録』をコピーした碑文で、ローマにあった原本が消滅したなか、現在に至るまで生き残ったこの記念碑は『業績録』を伝える最も完全かつ重要な史料である。  

## 歴史
この神殿が建築される前、紀元前2世紀にフリギアの寺院があったが破壊された。  
「ローマとアウグストゥス神殿」は ローマ帝国が中央アナトリアを征服し、アンカラを州都とした属州ガラティアが形成されたあと、紀元前25年から20年の間に建てられた。初代ローマ皇帝アウグストゥスと女神ローマを崇拝することが目的であった。 
発見当初は総督の庁舎か都市評議会議事堂に使われていた建物だと思われていたが、18世紀に皇帝崇拝の神殿だと判明した。神殿は現在、側壁と装飾されたドアフレームが残っているのみだが、6本の円柱のかつての位置は確認することができる。  

## 「アンキューラ記念碑」
西暦14年のアウグストゥスの死後、『神君アウグストゥスの業績録』のコピーがラテン語でプロナオスの内側の両方の壁に刻まれ、ギリシャ語の翻訳がセラの外壁に刻まれた。ローマにあったアウグストゥス廟の入り口の青銅の柱に原文は刻まれていたがのちの時代に失われ、ピシディア地方のアポロニアやアンティオキアなどから見つかった他の2つの碑文も不完全であったため、「アンキューラ記念碑」は現存する重要な史料である。  
16世紀に入って初めて、記念碑がオージェ・ギスラン・ド・ブスベックによって西洋社会で再発見された。彼はフェルディナント1世にオスマン帝国大使に任命され、スルタンであるスレイマン1世のいるアナトリアのアメイジアに向かっていた。ブスベックはまず碑文を読んで、自らが読んだ書物の記憶を辿った結果、スエトニウスの書に起源があると特定して、1555年にはその一部のコピーをトルコからの書簡で発表した。1579年には彼のテキストを元にアウグストゥスの『業績録』が初めて刊行された。 
さらにそれ以降、調査の幅は広がった。1695年にはスミルナの副領事を務めたライデンの商人が遺品から『業績録』のラテン語のテキストの写しが刊行された。18世紀になると多くのフランス人や英国人がアンカラを調査に訪れ、研究に貢献した。例えば1701年秋にはフランス人植物学者のジョゼフ・ピトン・ド・トゥルヌフォールが南東の外壁のギリシア語テキストに初めて言及した。またイギリス人旅行家のEdmund Chishullは新たなテキストを提示した上で、総督の庁舎か都市評議会議事堂だと思われていたこの神殿が皇帝礼拝に関わるものであると初めて主張した。 
19世紀になるとドイツ人も研究に加わり、さらに調査が進んだ。その中で、軽視されていたギリシア語テキストが重視されるようになった。イギリスの地質学者ウィリアム・ジョン・ハミルトンはその研究成果を1836年に公刊し、残りの研究もフランスの考古学者ジョルジュ・ペローに引き継がれた。彼もまた1862年に結果を発表した。一方テオドール・モムゼンも1865年に『神アウグストゥスの業績録』の第一版を公刊していた。しかしペルガモンでの発掘に携わっていた考古学者たちが1882年にアンカラを訪れ、ラテン語、ギリシア語両テキストの拓本をとることに成功すると、ほとんどのテキストが復元され、大概の文意が明らかになった。そこでモムゼンは1883年に『神アウグストゥスの業績録』第二版を公刊したのだった。こうして『業績録』に関する信頼できるテキストが出来上がったのである。なおモムゼンは「アンキューラ記念碑」をその重要性から「碑文の女王」と呼んだと伝わっている。 
「アンキューラ記念碑」の複写は1907年から1908年にコーネル遠征隊によって入手され、伝記作家のマリアンナ・マッコーリーを含む書誌研究の基礎となっている。

## レプリカ
『業績録』の碑文を含むプロナオスの等身大のレプリカがローマのディオクレティアヌス浴場の庭園の中に建てられている。これは1911年のローマ万国博覧会における考古学展のためのものである。万博の後は、1937年に「モストラ・アウグステア・デッラ・ロマニタ（ローマ理念のアウグストゥス記念展覧会）」で展示されるまで倉庫に保管されていたという。 第二次世界大戦後、現在は新しくできたローマ文明博物館の9番展示室に移されてある。  